# 北愛爾蘭經濟

2013年北愛爾蘭經濟簡介

北愛爾蘭經濟是四國聯合王國國家中最小的。 北愛爾蘭曾經擁有一套傳統工業經濟，特别是造船業、造繩業和紡織業，但是大部分重工業已經被服務業取代。
時至今日，北愛爾蘭仍然被發生於1960年代末至1990年代中期的北愛問題（英文：the Troubles）影響。

## 概述

### 經濟輸出及增長
北愛爾蘭擁有全英國NUT 1 地區（英文：NUT 1 regions）最小型的經濟，價值英鎊27.4億（歐元37.8億）。與其他地區相比，規模相當於經濟第二小的地區—英格蘭東北部的三分之二。 然而，北愛爾蘭小型人口是經濟相對小型的原因；北愛爾蘭的15,200英鎊（21,000歐元）人均生產總值比東北英格蘭及威爾斯的高。
包括西北部的農村地區尤其處於劣勢，是北愛爾蘭最高失業率及貧窮率的地區 。不符合標準的基建阻礙了該地區的經濟發展。 阿爾斯特大學已經將很多課程移到佐敦鎮（英文：Jordanstown）。
在1990年代，北愛爾蘭經濟的增長速度越過了其他英國地區，部分是由於愛爾蘭共和國的急速經濟增長（有稱塞爾提克之虎）和所謂的「和平紅利」。千禧年早期，經濟下滑導致增長步伐放緩至英國其餘地區的水平，但之後回彈並持續增長；於2005年，北愛爾蘭經濟估計已增長3.2%，幾乎是英國整體增長的兩倍，未來展望增長比英國其他地區高。 在2007年四月份哈利法克斯銀行的一項調查發現北愛爾蘭平均房屋售價在英國為最高之一，緊隨倫敦、英格蘭西南及西北。 調查亦發現北愛爾蘭佔據所有頭十置業「熱點」，其中克雷加文和紐敦納茲地區增加55％。
然而，直至2018年，北愛爾蘭平均房價為全英最低，大約比2008年樓價泡沫破裂前售價低40%。

### 就業
相對於1986年高峰期的17.2%，最近幾年北愛爾蘭失業率大幅下降，現約於6.1%。 青年失業和長期失業率的下降最為迅速。 工作年齡的無經濟活動率為28%，是全英最高。
相比全英國，北愛爾蘭宏觀經濟的特點是相當長的實際工作時數和低性别收入差別。

## 投資
北愛問題期間，北愛爾蘭只得到少量外國投資。
簽署《 貝爾法斯特條約》後，北愛爾蘭投資顯著增加。 大多數投資專注於貝爾法斯特都市區和德里都市區（德里都市區的投資較少）。主要項目包括在贝尔法斯特市中心、價值4億英鎊的零售業項目，维多利亞廣場（页面存档备份，存于）（英文：Victoria square）。該城市將於泰坦尼克區方案中，進行歐洲規模最大的海濱發展，使費將多於10億英鎊，並須時七年。Laganside公司已經在拉甘河（英文：River Lagan）河岸重建項目中走在最前線，迄今該公司已在河岸區域投資過八億鎊，亦在教堂區大量投資。在德里（倫敦德里），ILEX城市復興公司已經撤走。 儘管德里為北愛爾蘭第二大城市，該區域正進行第十二輪投資。 文化公司亦不復存在。
此外，政府經濟部門已经委托科學行業小組：矩陣公司（英文：MATRIX），向政府提供科學及科技研發的商業開發建議。
矩陣小組銳意增加北愛爾蘭的財富，鼓勵利用其科學和研發基礎。其工作報告顯示，北愛爾蘭仍然需要科學、科技開發及經濟、工作場所創新。
該小組的建議是北愛爾蘭科技行業領導者及專家的共同成果。

## 農業
由於高勞動力成本及資本投資，北愛爾蘭農業已經大量機械化，這包括私人投資與歐盟共同農業政策以下的農民。於2000年，農業佔全北愛爾蘭經濟輸出的2.4%，相比全英國農業經濟輸出比率的1％多。就如其他聯合王國國家，牲畜和奶製品占大多數農業輸出。主要農作物為馬鈴薯、大麥和小麥（由最主要開始排列）。

## 製造業

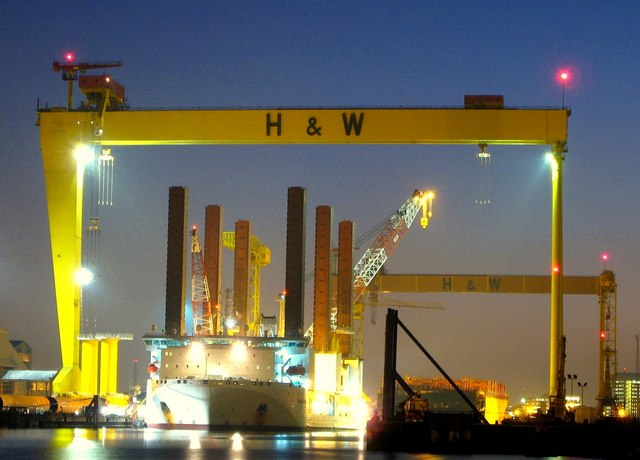
在貝爾法斯特的哈蘭德與沃爾夫造船廠起重機

重工業集中環繞貝爾法斯特發展，北愛爾蘭其他主要市鎮亦設有重工業區。重工業中領先的產業為：食品處理、紡織業及電子工業，其次有造紙業、傢俬製造、航空航天及造船業，集中於北愛爾蘭東部。在多種製造業中，北愛爾蘭麻布製造業為最知名，被認為是歐洲最知名的麻布來源地。
雖然製造業的經濟輸出比率較五年前低，但因為於1998年至2001年間，北愛爾蘭產業急速增長，北愛爾蘭製造業產量基本上維持不變。可是這個良好的景象隱藏了製造業生產鏈層級的極端變化，由傳統工業（紡織、造船等）上移至高科技及資本密集型產業。在2005年，只有工程及化學工業領域（兩個生產鏈較上層的工業）錄得增長，紡織業輸出則下跌百分之十八。
在北愛爾蘭，工程業是製造業中最大的領域，尤其是航空航天及重型機器製造。龐巴迪航太是區內最多僱員的工業公司，五個於貝爾法斯特都市區的辦公地址共計有5400位員工。其他位於北愛爾蘭的主要工程業公司包括卡特彼勒、陶氏杜邦、愛默生電氣公司、富士通、Allstate NI、希捷科技及北美煤業公司。這些公司中大部分得到英國政府的經濟資助，亦與貝爾法斯特女王大學和阿爾斯特大學有密切的學術性及商業聯繫，其中，貝爾法斯特女王大學於工程學中為其中一間排名最高的英國大學。
貝爾法斯特知名的哈蘭德與沃爾夫造船廠曾是20世紀全球最大的造船廠，因在70至80年代遇到強烈的國際競爭而急速落後。於90年代，該公司多元化發展至土木工程及工業製造，負責興建橋樑及鑽油台。該公司希望藉著興建瑪麗皇后二號重振造船行業，但投標失敗告終。大部分於女王島的工程規模縮小，大量土地（包括曾經興建泰坦尼克號的船塢）於千禧年代賣出並重建為泰坦尼克區 — 一個簇新齊集住宅、商業、高科技工業的地區。造船廠新的小型摩登船塢只需要800位工作人員運作。哈蘭德與沃爾夫造船廠從2003年起尚未有興建任何新船隻，但有更多牽涉於船業的跡象，介入拆船、船舶修理及改裝業務。該公司亦有積極參與離岸發電儀器（包括風力發電機及水力渦輪發動機）的設計和興建。

## 服務業
就如所有發達經濟體，服務業佔大多數就業及經濟輸出。 服務業幾乎佔70%的經濟輸出與78%的就業比率。

### 旅遊業
雖然北愛問題為地區帶來負面形象，旅遊業卻是北愛爾蘭經濟的重要一環。於2004年，旅客人數增加4%至210萬人，旅遊業收入上升7%至3.25億英鎊，佔地區整體經濟的1%。全靠北愛爾蘭持續的和平發展及形象的正常化，旅遊業被認為是未來主要的經濟發展方向。熱門的旅遊景點包括：歷史城市德里、貝爾法斯特及阿馬、巨人堤道、北愛爾蘭各城堡等。2012年，北愛爾蘭旅遊局舉行了名為「NI 2012 Our Time, Our Place」的旅遊推廣活動。旅遊局委託的獨立研究所分析該推廣於2012年一至十月及2013年上旬收益共3100萬英鎊。此活動帶動的項目中，最受關注的有貝爾法斯特泰坦尼克號博物館（耗資310萬英鎊）的開張及巨人堤道遊客中心的建設。

## 公共領域
英國政府於2006年發放共50億英鎊的補貼，約為北愛爾蘭經濟生產總值的20%。在2009－2010年經濟大衰退期間，補貼總額升至115億4700萬英鎊，及後於2013－2014年回落至91億6千萬英鎊。2017年，一名經濟及社會研究中心（英文：Economic and Social Research Institute）的研究專家發表文章估計每年發放的補貼價值108億歐羅。2018下旬，愛爾蘭時報估計該年補貼已增至108億英鎊，亦即北愛爾蘭經濟生產總值的四分之一。

## 貨幣
北愛爾蘭的官方貨幣為英鎊。在愛爾蘭共和國使用的歐元，亦被鄰近愛爾蘭國界的商店接受。
此外，有四間北愛爾蘭銀行擁有印刷英鎊紙幣的權力： 愛爾蘭銀行、第一个信托銀行、丹斯克银行和阿爾斯特銀行。 全英國主要中央銀行為英格蘭銀行。

## 能源
北愛爾蘭主要能源消耗大約是490萬油當量噸（英文：tonnes of oil equivalent）。絕大多數能源是來自化石燃料的。
地區能源政策規劃是由政府經濟部門負責的。

### 電力
北愛爾蘭的輸電系統是由北愛爾蘭系統控制公司（SONI）操作，北愛爾蘭電力公司（NIE）則負責電力分發及管理連接至85萬客戶的設施。在2002至2003年度，北愛爾蘭使用了78.67億度電，每人平均使用460萬度電。與英國其他地區人均使用量（560萬度）相比，每人節省了百份之十八的電力。主要發電站位於巴利盧姆福特（英文：Ballylumford power station），由優質能源公司（英文：Premier Power）管理。另有位於德里的庫基拉發電廠。全愛爾蘭島的輸電系統以單系統形式運作，並於都柏林及貝爾法斯特設有控制中心。
北愛爾蘭的輸電系統由三個跨國界連接器連接到愛爾蘭共和國。可以傳輸12億瓦的主要連接器位於塔恩德拉吉（英文：Tandragee）和勞斯縣之間。另外有兩個共計可以傳輸2億4千萬瓦的備用連接器。全島電網由北海海峽海底的5億瓦莫伊爾高壓連接器連接到大不列顛全國輸電系統。

## 交通

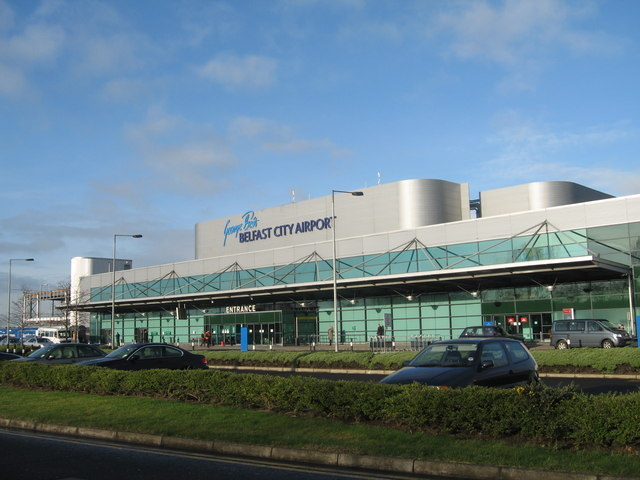
貝爾法斯特市機場

北愛爾蘭鐵路可以用重開鐵路線的方法，擴展版圖。可重開的鐵路線包括小河津至阿馬郡阿馬車站。

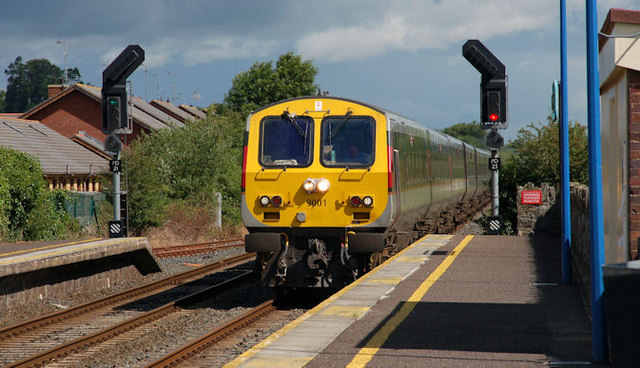
經過Poyntzpass的奋进号列车 。

北愛爾蘭擁有三間民用機場：貝爾法斯特城市機場、貝爾法斯特國際機場和德里城市機場。只有貝爾法斯特城市機場有鐵路連接，連接站為班戈綫的悉咸站（英文：Sydenham station）。
北愛爾蘭主要港口有：貝爾法斯特港、倫敦德里港及拉恩港。貝爾法斯特港是英國其中一個主要港口，於2005年處理逾1700萬噸（1670萬英噸）貨物，相當於整北愛爾蘭海上貿易的三分之二。

## 區域差異/北南分裂

### 英國
根據歐洲統計局的數據，全英國的人均生產總值存在巨大的區域差異。範圍從西威爾斯的11,000英鎊（15,000歐元），至內倫敦西部的130,450英鎊（179,800歐元）。英國國內有26個人均生產總值低於14,500英鎊（20,000歐元）的地區。
區域如下：
450萬人（8.5%英格蘭人）生活在這些英格蘭劣勢地區。其中十一個為：達勒姆自治市、諾森伯蘭郡、大曼徹斯特郡北、黑池區、塞夫頓自治市、維拉爾半島、巴恩斯利唐卡斯特羅瑟勒姆自治市、諾定咸郡南、達德利自治市、外倫敦東北偏東、托貝區。
140萬人（45%威爾士人）生活在這些威爾士劣勢地區。
其中六個為：安格爾西島、康維及登比郡、威爾士西南部、中央谷市（英文：Central Valleys）、格溫特谷市、波伊斯郡。
110萬人（20%蘇格蘭人）生活在這些蘇格蘭劣勢地區。
其中五個為：克拉克曼南郡及法夫行政區、中東洛錫安郡、東西鄧巴頓郡、東北艾爾郡、凱斯內斯薩瑟蘭及伊斯特羅斯郡 。
110萬人（60%北愛爾蘭人）生活在這些北愛爾蘭劣勢地區。
其中三個為：外貝爾法斯特、北愛爾蘭北部、北愛爾蘭西部及南部。

## 另見
- 愛爾蘭共和國經濟
- 聯合王國國家人均生產總值列表（英语：GDP per capita）

## 外部連結
1. ↑  经济表现情况通报中。 北爱尔兰执行。 25,January2006. 检月17,June2006.
2. ↑  ニ占主导地位的壳体热点列表 （页面存档备份，存于） 英国广播公司新闻24April2007
3. ↑  .   [2018-12-17]. （原始内容存档于2018-12-18）.
4. ↑  "北爱尔兰经济的恐惧" （页面存档备份，存于）中。 瑞恩，奥尔拉的； 英国广播公司中，22June2001. 检月17日2006年。
5. 1 2  经济概览 （页面存档备份，存于）中。 北爱尔兰DETI的。 2006年。 检月17日2006年。
6. ↑  泰坦尼克 （页面存档备份，存于）
7. ↑  http://www.matrix-ni.org/ （页面存档备份，存于）
8. ↑  http://www.matrix-ni.org/science-technology.aspx （页面存档备份，存于）
9. ↑  http://www.matrix-ni.org/downloads/matrix_vol1_report.pdf （页面存档备份，存于）
10. ↑  肖像的地区：北爱尔兰 Archive.today的存檔，存档日期2012-07-15的。 欧盟统计局。 2005年。 检月17日2006年。
11. ↑  Quarterly Economic Review （页面存档备份，存于）.  Northern Ireland DETI.  October 2005.  Retrieved on 17 June 2006.
12. ↑  Index of Production （页面存档备份，存于）.  Northern Ireland DETI.  12 April 2006.  Retrieved on 17 June 2006.
13. ↑  "High Flight" （页面存档备份，存于）.  Cowan, Stephen; The Manufacturer, April 2006.  Retrieved on 17 June 2006.
14. ↑  Good University Guide: Full subject tables （页面存档备份，存于）.  The Times.  27 May 2005.  Retrieved on 17 June 2006.
15. ↑  为什么北爱尔兰经济 （页面存档备份，存于）中。 InvestNI的。 2004年。 检月17日2006年。
16. ↑  Economic Performance Briefing.  Northern Ireland Executive.  25, January 2006.  Retrieved on 17, June 2006.
17. ↑  . eTurboNews. 27 June 2013  [2020-06-05]. （原始内容存档于2015-12-22）.
18. ↑  . Northern Ireland Tourist Board.   [5 June 2014]. （原始内容存档于2014-06-06）.
19. ↑  "Addicted to state subvention, north will suffer when it's gone" （页面存档备份，存于）.  Alan Ruddock, The Times.  8 January 2006.  Retrieved on 17 June 2006.
20. ↑  . FactCheckNI. 24 May 2016  [2020-08-18]. （原始内容存档于2019-12-27）.
21. ↑  E. Morgenroth, The Irish Times, 15 March 2017; retrieved on 23 November 2018 （页面存档备份，存于）.
22. ↑  Gillespie, Paul. . The Irish Times.   [2020-08-18]. （原始内容存档于2020-05-31）.
23. ↑  Energy （页面存档备份，存于）.  Northern Ireland DETI.  23 October 2003.  Retrieved on 17 June 2006.
24. ↑  Disposal of Moyle Interconnector （页面存档备份，存于）. Viridian Group. 11 April 2003. Retrieved on 17 June 2006.